# Predrag Radosavljević
Predrag Radosavljević (en serbe : Предраг Радосављевић), dit Preki (Преки), est un footballeur international américain, né le 24 juin 1963 à Belgrade, Yougoslavie.
Après une longue carrière en Major League Soccer, il s'est reconverti entraîneur, aux Chivas USA dès 2007 puis au Toronto FC.

## Clubs successifs

### Football
- 1983-1985 :  Étoile rouge de Belgrade
- 1992-1994 :  Everton
- 1994-1995 :  Portsmouth
- 1996-2000 :  Kansas City Wizards
- 2001 :  Miami Fusion
- 2002-2005 :  Kansas City Wizards

### Football en salle
- Tacoma Stars
- St. Louis Storm
- San Jose Grizzlies

## Équipes entraînées
- 2007-2009 :  Chivas USA

## Palmarès
Avec l'Étoile rouge de Belgrade
- Championnat de Yougoslavie : 1984

Avec les Kansas City Wizards
- MLS Cup : 2000

Personnel
- MLS All-Time Best XI : 2005
- MLS Scoring Champion Award : 1997, 2003
- Meilleur joueur de MLS : 1997 et 2003
- Entraîneur de l'année : 2007